# Kevin – Allein zu Haus
Kevin – Allein zu Haus (Originaltitel: Home Alone) ist eine Filmkomödie von John Hughes aus dem Jahr 1990, bei der Chris Columbus Regie führte. Der Film handelt von dem achtjährigen Kevin McCallister, der an Weihnachten daheim vergessen wird und das elterliche Haus gegen zwei tollpatschige Einbrecher verteidigen muss. Der Film stellt, gemeinsam mit seinem Nachfolger Kevin – Allein in New York, den größten Erfolg des Hauptdarstellers Macaulay Culkin dar und gilt als Weihnachtsklassiker.

## Handlung

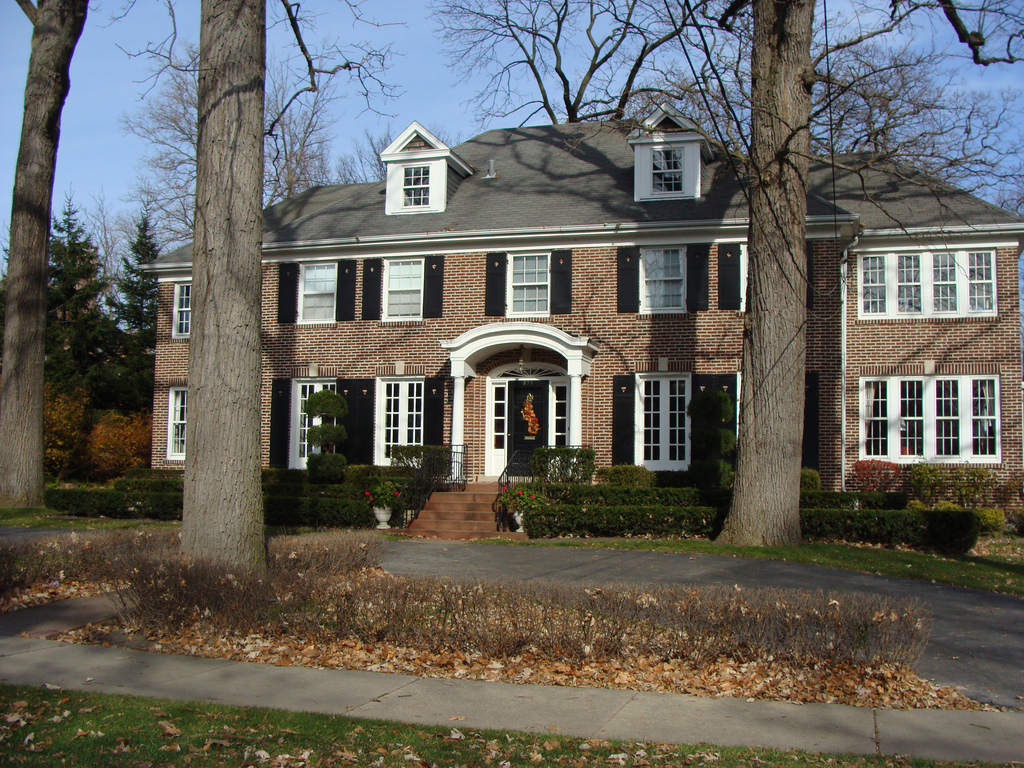
Haus der Familie McCallister

Der achtjährige Kevin lebt mit seinen Eltern und vier älteren Geschwistern in einem Vorort von Chicago. Am Tag vor der Abreise in den Weihnachtsurlaub nach Paris kommt es zu einem Streit zwischen Kevin und seinem großen Bruder Buzz. Kevin, der von seiner Familie ungerecht behandelt und von Buzz provoziert wird, verursacht beim Abendessen ein Riesenchaos, dabei landet sein Flugticket versehentlich und unbemerkt im Abfalleimer. Kevin wird zur Strafe zum Schlafen auf den Dachboden geschickt. Wütend äußert er seiner Mutter Kate gegenüber den Wunsch, seine Familie nie mehr wiedersehen zu wollen.
In der darauffolgenden Nacht wütet ein heftiger Sturm. Ein umstürzender Baum beschädigt neben der Telefonleitung auch die Stromleitung zum Haus, so dass der für den Abreisetag gestellte Wecker nicht funktioniert und die McCallisters verschlafen. In der Hektik wird an Stelle von Kevin versehentlich der zufällig anwesende Nachbarsjunge Mitch Murphy mitgezählt, und die vermeintlich vollzählige Familie hastet zum Flughafen. Erst während des Fluges bemerkt Kate, dass Kevin gar nicht anwesend ist. Währenddessen wacht der Junge allein daheim auf und stellt fest, dass seine Familie – so scheint es – tatsächlich wunschgemäß verschwunden ist. Zunächst ist die Freude darüber groß, weil er nun keine Schikanen durch seine Geschwister erdulden muss. Außerdem kann er endlich alle Dinge tun und lassen, die ihm sonst durch Erwachsene ständig verboten wurden.
In der Zwischenzeit planen die als „feuchte Banditen“ bekannten Gauner Harry und Marv, das Haus der McCallisters (nebst den Nachbarhäusern) auszurauben. Harry hatte sich am Abend zuvor als Polizist verkleidet und die Häuser der Gegend abgeklappert. Dabei hatte er sich bei den Anwesenden nach Urlaubsplänen und Sicherheitsvorkehrungen erkundigt, um herauszufinden, welche Häuser unbewohnt sein werden und interessant für einen Einbruch sind. Dummerweise war Kevins Vater Peter leichtsinnig genug gewesen, Harry von der anstehenden Urlaubsreise und den getroffenen Vorsichtsmaßnahmen wie Zeitschaltuhren zu erzählen.
Kaum in Frankreich gelandet, setzt Kevins Mutter alle Hebel in Bewegung, umgehend wieder nach Hause zu ihrem Sohn zu kommen. Wegen der unterbrochenen Telefonleitung soll ein Polizist nach Kevin sehen, doch der Junge versteckt sich im Haus, weil er kurz zuvor dem unheimlichen Nachbarn Marley begegnet war, über den dunkle Gerüchte kursieren. Als Kevin sich am nächsten Tag nach draußen wagt und sogar einkaufen geht, erkennt er auf dem Heimweg Harry wieder. Am Abend kann er beide Gauner noch davon abhalten, in sein Haus einzubrechen, indem er eine stattfindende Party simuliert. Die beiden bleiben dennoch misstrauisch, da sie über den Anrufbeantworter im Nachbarhaus der Murphys mitbekommen hatten, dass bei den McCallisters eigentlich niemand zuhause sein dürfte. Harry und Marv kommen schließlich eher zufällig dahinter, dass sie von einem Schulkind an der Nase herumgeführt wurden. Sie sind zwar verblüfft und verwirrt, dass der Junge allein zuhause geblieben ist, aber dennoch überzeugt, mit einem Achtjährigen leicht fertig zu werden. Sie verabreden in Hörweite Kevins, zu Heiligabend gegen neun Uhr ins Haus einzubrechen.
Kevin wünscht sich nun doch, seine Familie wäre wieder bei ihm, und trifft gleichzeitig Vorbereitungen, das Haus gegen die Einbrecher zu verteidigen. Als Harry und Marv sich zum vereinbarten Zeitpunkt Zutritt zum Haus verschaffen wollen, werden sie von Kevin erwartet: Mit Hilfe seiner zahlreichen selbstgebauten Fallen kann er den Einbrechern schwer zusetzen. Die beiden vergessen schnell ihre eigentlichen Absichten und wollen es Kevin heimzahlen, verfolgen den Jungen und tappen dabei von einer Falle in die nächste. Unterdessen verständigt Kevin die Polizei – allerdings nennt er das Haus der Murphys als Schauplatz des Einbruchs, da er die zwei Ganoven dorthin locken will. Diese folgen ihm auch, allerdings quälen sie sich nicht, wie erhofft, durch den Keller, sondern fangen Kevin oben im Haus ab, wo sich das Blatt gewendet zu haben scheint. Da betritt der alte Marley das Haus und setzt Harry und Marv mit seiner Schneeschaufel außer Gefecht. Kevin hatte ihn einige Stunden zuvor in der Kirche gesehen und sich mit ihm unterhalten. Dabei stellte sich heraus, dass Marley eigentlich ein freundlicher älterer Herr ist, der sich lediglich seit einem heftigen Streit mit seinem Sohn vor einigen Jahren von Familie und Nachbarn zurückgezogen hat.
Die Polizei nimmt die beiden Banditen schließlich fest. Am nächsten Morgen trifft zunächst Kevins Mutter zuhause ein, die eine wahre Odyssee hinter sich hat, und wenig später auch der Rest der Familie. Sie erfahren (vorerst) nicht, was in ihrer Abwesenheit im Haus passiert war. Auf die Frage, was Kevin denn die ganze Zeit über gemacht habe, antwortet dieser lapidar, er habe sich „nur gelangweilt“. Zum Schluss beobachtet Kevin von einem Fenster aus, dass der alte Marley sich mit seinem Sohn wieder versöhnt hat. Kevin und Marley winken einander zu, als kurz darauf Kevins Bruder Buzz zu brüllen anfängt – er hat sein verwüstetes Zimmer entdeckt.

## Running Gags und Trivia
- Ein Running Gag sowohl in Kevin – Allein zu Haus als auch in der Fortsetzung Kevin – Allein in New York ist die Statue vor dem Eingang des Hauses, die im ersten Teil wiederholt von demselben Wagen des Pizza-Lieferservices gerammt und umgestoßen wird. Dieselbe Statue wird auch im zweiten Teil von einem Wagen gerammt, diesmal von einem Shuttlebus-Service.[2]
- Folgende Sequenz ist zu Kevins Markenzeichen und einem beliebten Meme geworden: Vor dem Spiegel beträufelt Kevin seine Hände mit Aftershave, das er sich auf die Wangen aufträgt. Das Rasierwasser brennt jedoch und noch während er sich beide Hände an die Wangen hält, schreit er. Die Geste ist außerdem eine Persiflage des berühmten Gemäldes „Der Schrei“ von Edvard Munch.[3][4]
- Der Name der Pizzeria im Film, Little Nero’s, ist eine Anspielung auf die reale Pizzakette Little Caesars. Während im Film eine Lieferung binnen 20 Minuten garantiert wird, wurde der (real existierende) Konkurrent Domino’s für sein Versprechen bekannt, innerhalb von 30 Minuten zu liefern oder den Preis zu erstatten.[5]
- Daniel Stern willigte ein, sich Buzz’ Vogelspinne genau für einen Take ins Gesicht setzen zu lassen. Nicht nur, dass das Tier echt war, erst nach Beendigung des Filmdrehs erfuhren Stern und Regisseur Chris Columbus, dass die Vogelspinne noch immer ihr Originalgift besaß und nicht (wie zuvor versprochen) entgiftet worden war.[6]
- Die von Joe Pesci verkörperte Figur namens Harry Lyme ist eine Anspielung auf Der dritte Mann von 1949, in dem Orson Welles’ Rolle den Namen Harry Lime trägt. Ursprünglich war geplant entweder Robert De Niro oder Danny DeVito für diese Rolle zu gewinnen.[7]
- Mehrere Familienmitglieder des Regisseurs haben kurze Auftritte im Film: seine Tochter, seine Schwiegermutter, seine Frau und sein Schwiegervater.
- In beiden Filmteilen sehen sich die übrigen Familienmitglieder in ihrem jeweiligen Urlaubsdomizil Ist das Leben nicht schön? im Fernsehen an, der in Paris auf Französisch und im zweiten Teil in Miami auf Spanisch läuft.[2]
- Beide Teile enden damit, dass jemand Kevin anschreit, weil er etwas angestellt hat: Im ersten Teil ist es Bruder Buzz, weil sein Zimmer verwüstet wurde. Im zweiten Teil verursacht Kevin eine Zimmerservice-Rechnung von 967,43 US-Dollar, die sein Vater begleichen muss.[2]
- Die Schwarzweiß-Filme, die Kevin sich in beiden Teilen ansieht, heißen Angels with Filthy Souls beziehungsweise in der Fortsetzung Angels with Even Filthier Souls. Das Filmmaterial wurde eigens zur Verwendung als Film im Film gedreht und soll eine Anspielung auf Michael Curtiz Gangsterfilm Angels with Dirty Faces von 1938 sein. Kevin benutzt jeweils eine Szene daraus, um die Erwachsenen in die Irre zu führen.

## Musik
Für den Soundtrack zum Film war der US-amerikanische Komponist John Williams verantwortlich. Neben dem bekannten Hauptthema namens Somewhere in My Memory, das zu Beginn und auch während des Films in Fragmenten vorkommt, zeichnet sich die Filmmusik vor allem durch eine Auswahl von verschiedenen, traditionellen Weihnachtsliedern aus, so zum Beispiel Carol of the Bells und O Holy Night. Der Titelsoundtrack zum Film war 1991 für den Oscar nominiert.

## Produktion und Veröffentlichung

### Produktionsfirmen, Kosten und Einspielergebnis
Kevin – Allein zu Haus sollte ursprünglich von Warner Bros. produziert werden und höchstens 10 Millionen US-Dollar kosten. Als die Kosten jedoch überhand nahmen, wurden die Dreharbeiten gestoppt. In Folge wurde die Produktion von 20th Century Fox übernommen und fertiggestellt. Der Film spielte bei Kosten von 18 Millionen US-Dollar weltweit rund 476,7 Millionen US-Dollar ein und gilt als einer der erfolgreichsten Comedy-Filme aller Zeiten.

### Veröffentlichung
Der Film lief am 17. Januar 1991 in den deutschen Kinos an; dabei wurde er von 6,5 Millionen Kinogästen gesehen. Im frei empfangbaren Fernsehen wurde er am 10. Dezember 1993 erstmals auf SAT.1 ausgestrahlt. Zuvor konnte man Kevin – Allein zu Haus bereits ab dem 10. August 1992 beim Bezahlsender premiere sehen.

### Drehorte
Drehorte des Filmes waren u. a. diverse Geschäfte in der Stadt Winnetka in Illinois, die Trinity United Methodist Church, 1024 West Lake Avenue in Wilmette und der Chicago O’Hare International Airport, dessen Westflügel als Drehort für die Flughafen-Paris-Orly-Szene genutzt wurde (im wirklichen Flughafen von Orly durfte nicht gedreht werden). Das Haus der fiktiven Familie McCallister gibt es wirklich, es befindet sich in der 671 Lincoln Avenue, Winnetka, Cook County, IL 60093 und gehörte ursprünglich der Familie Abendshien. Das 1921 errichtete Gebäude umfasst fünf Schlafzimmer und sechs Bäder auf 530 Quadratmetern. Etwa 2012 wechselte es für 1,585 Millionen Dollar (1,46 Millionen Euro) den Besitzer. Im Jahr 2024 wurde es für 5,25 Millionen Dollar (etwa 4,83 Millionen Euro) angeboten.

## Synchronisation
Die deutsche Synchronfassung entstand bei der Cine Adaption in München nach einem Dialogbuch und unter der Dialogregie von Renate Wolf.
| Rolle                    | Schauspieler        | Deutscher Synchronsprecher |
| ------------------------ | ------------------- | -------------------------- |
| Kevin McCallister        | Macaulay Culkin     | Gabor Gomberg              |
| Harry                    | Joe Pesci           | Mogens von Gadow           |
| Marv                     | Daniel Stern        | Michael Schwarzmaier       |
| Peter McCallister        | John Heard          | Elmar Wepper               |
| Kate McCallister         | Catherine O’Hara    | Christina Hoeltel          |
| Der alte Marley          | Roberts Blossom     | Christian Marschall        |
| Linnie McCallister       | Angela Goethals     | Sabine Bohlmann            |
| Megan McCallister        | Hillary Wolf        | Natascha Schaff            |
| Georgette McCallister    | Virginia Smith      | Barbara Wittow             |
| Sondra McCallister       | Daiana Campeanu     | Michaela Merten            |
| Buzz McCallister         | Devin Ratray        | Marc Stachel               |
| Rod McCallister          | Jedidiah Cohen      | Mario Liberatore           |
| Fuller McCallister       | Kieran Culkin       | Alexander Fischer          |
| Onkel Frank McCallister  | Gerry Bamman        | Horst Sachtleben           |
| Tante Leslie McCallister | Terrie Snell        | Marion Hartmann            |
| Sergeant Larry Balzak    | Larry Hankin        | Norbert Gastell            |
| Gus Polinski             | John Candy          | Ekkehardt Belle            |
| Flughafenangestellte     | Dianne B. Shaw      | Michele Sterr              |
| Weihnachtsmann           | Ken Hudson Campbell | Walter von Hauff           |
| Gangster Johnny          | Ralph Foody         | Thomas Rau                 |
| Gangster Schlange        | Michael Guido       | Willi Röbke                |

## Rezeption

### Kritiken
Der Filmkritiker Roger Ebert von der Chicago Sun-Times bewertet die Handlung des Films als „so unplausibel“, dass es als Zuschauer schwerfalle, sich in die Notlage des Kindes zu versetzen. So merkt er beispielsweise an, dass jeder Achtjährige solche Fallen zuhause aufstellen könne – wenn er denn Tausende von Dollars und eine Special-Effects-Crew zur Verfügung habe. Er lobt allerdings Culkins schauspielerische Begabung. Caryn James von der New York Times beurteilt die erste Hälfte des Films als „vorhersehbar“ und lobt hingegen die zweite Hälfte für ihren „Slapstick-Humor“. Sie lobt außerdem gleichfalls Culkins Schauspielkünste.

„Die Zuschauer liebten den kleinen Kevin und seine Abenteuer, die er erlebte. Und der Knirps Macaulay Culkin avancierte, inzwischen Dollar-Millionär, zum erfolgreichsten Kinderstar Hollywoods. Heute allerdings kräht kein Hahn mehr nach ihm. Chris Columbus’ Film allerdings sprüht vor Tempo, Witz und Einfallsreichtum.“

„Eine ereignisreiche Komödie mit etlichen Anleihen beim Zeichentrick-Slapstick; Tempo und Witz stellen sich jedoch erst gegen Ende ein, vor der unvermeidlichen Familienversöhnung.“

### Plagiatsvorwurf
René Manzor, Autor und Regisseur des 1989 erschienen französischen Films Deadly Games, warf den Machern von Kevin – Allein zu Haus vor, seinen Film plagiiert zu haben, zu einem Prozess kam es jedoch nie.

## Auszeichnungen
Kevin – Allein zu Haus erhielt im Jahre 1991 Oscar-Nominierungen für John Williams (Musik) und für den Song Somewhere In My Memory. Im selben Jahr war der Film für den Golden Globe in den Kategorien Bester Hauptdarsteller (Macaulay Culkin) und Bester Film nominiert. Macaulay Culkin erhielt den Young Artist Award.
Im Jahr 2023 erfolgte die Aufnahme in das National Film Registry.

## Fortsetzungen und Neuverfilmung
Bisher folgten vier Fortsetzungen. Bei Teil zwei übernahm erneut Chris Columbus die Regie, Teil drei inszenierte Raja Gosnell. Kevin – Allein gegen alle wurde direkt für das US-amerikanische Fernsehen produziert, Rod Daniel übernahm die Regie. Während in Teil drei die Figur Kevin gar nicht auftaucht, ist dieser in Teil vier wieder die Hauptperson. Der fünfte Film wurde von Peter Hewitt direkt für das Fernsehen inszeniert. Hier spielt die Figur Kevin erneut keine Rolle. Durch den deutschen Titel Kevins Cousin allein im Supermarkt für den Film Career Opportunities von 1991 wird der Eindruck erweckt, dass der Film Teil der Reihe sei. Tatsächlich findet sich darin kein Bezug zu Kevin – Allein zu Haus.
- 1992: Kevin – Allein in New York (Home Alone 2: Lost in New York)
- 1997: Wieder allein zu Haus (Home Alone 3)
- 2002: Kevin – Allein gegen alle (Home Alone 4)
- 2012: Allein zu Haus: Der Weihnachts-Coup (Home Alone: The Holiday Heist)

Wie im August 2019 bekannt wurde, soll Disney nach der Übernahme von Fox daran interessiert sein, die Filmreihe für eine neue, jüngere Generation zu rebooten. Das Remake soll dabei allerdings nicht im Kino, sondern gleich beim hauseigenen Streamingdienst Disney+ erscheinen. Nicht schon wieder allein zu Haus wurde entsprechend am 12. November 2021 veröffentlicht.

## Romanadaption
- Morton Rhue (Aut.), Eva Malsch (Übers.): Kevin – allein zu Haus. Eine Familienkomödie ohne Familie. Bastei-Lübbe, Bergisch Gladbach 1991, ISBN 978-3-404-11697-3.